# Пески (Великолюбенская поселковая община)
Пески (укр. Піски) — село в Великолюбенской поселковой общине Львовского района Львовской области Украины.
Население по переписи 2001 года составляло 72 человека. Занимает площадь 0,911 км². Почтовый индекс — 81556. Телефонный код — 3231.